# Gablitz
Gablitz est une commune autrichienne du district de Sankt Pölten-Land en Basse-Autriche. Le bourg appartenait au district de Wien-Umgebung jusqu'à sa suppression le 31 décembre 2016.